# Handball Leno
L'A.S.D. Handball Leno è una società di pallamano di Leno in provincia di Brescia. La sezione femminile milita in Serie A1, la prima serie nazionale, mentre la sezione maschile milita in Serie A Bronze, terzo livello del campionato italiano.

## Storia
L'Handball Leno nasce del 2002 da un gruppo di ragazzi vogliosi di divertirsi e provare uno sport diverso, da lì il divertimento prende il sopravvento e con qualche aiuto finanziario la pallamano diventa una realtà importante nel paese di Leno, in cui si è riusciti a raggiungere la serie A1, la massima categoria, serie A Élite esclusa. nel 2003 nasce la seconda categoria giovanile maschile, nel 2004 la società apre le porte anche alle ragazze, negli anni successivi le squadre giovanili aumentano andando a coprire tutte le categorie.
Nella stagione sportiva 2006/2007 l’Handball Leno partecipa al suo primo campionato seniores piazzandosi seconda nel girone lombardo delle serie C.
L’anno successivo milita nel campionato di serie B girone A, classificandosi quarta su 12 squadre e nel 2008/2009 arriva seconda alle spalle dell’Ichnusa Sassari, nello stesso anno l’U18 maschile accede alle finali nazionali concludendo al secondo posto dopo aver perso la finalissima contro l’Handball Malo 28-25.
Il 2009/2010 è l’anno di accesso ai campionati nazionali, partecipa al girone A di A2 maschile, concludendo il torneo al decimo posto mentre l’U18 maschile conclude al quarto posto nel girone A1 nazionale.
Nel 2010/2011 vince il proprio girone di A2 accedendo al campionato di A1, anche la formazione di serie B disputa un ottimo campionato classificandosi prima e viene promossa in A2. L’anno successivo l’Handball Leno finisce il campionato di A1 in ultima posizione retrocedendo in A2.
Nelle successive tre stagioni milita stabilmente nel campionato di A2, alla fine della stagione 2014/2015 vince il proprio girone al termine dei play-off, ma rinuncia alla promozione in A1, questo comporta per la stagione sportiva 2015/2016 la retrocessione in serie B, nel 2016/2017 ritorna in serie A2, alla fine della stagione 2017/2018 con la nuova formula dei campionati il Leno retrocede in serie B. Da settembre 2018 a settembre 2020 siede sulla panchina della prima squadra maschile Paolo Baresi.
Il 28 aprile si conclude il campionato di serie B nel quale il Leno risulta primo classificato e ciò comporta la diretta promozione al campionato nazionale di A2 maschile. 
Nella stagione 2019/2020 la squadra maschile sempre sotto la guida tecnica di Paolo Baresi ritorna a disputare un campionato nazionale, l'A2 nello specifico, classificandosi dodicesima e conquistando la salvezza.
Nel settembre 2020 viene chiamato alla guida della squadra di A2 maschile Obrad Rokvić. Successivamente alle dimissioni di Obrad Rokvić la panchina viene occupata da Admir Jašarević. La stagione termina a maggio 2021 con la retrocessione della compagine maschile in serie B. Da settembre 2021 la direzione tecnica è affidata a Robert Havliček. A Gennaio 2022 ulteriore cambio sulla panchina della squadra maschile con l'arrivo di Daniele Soldi.

Nella stagione 2023-24, la squadra di A2 femminile guidata dal tecnico Leonardo Sartori conquista l'accesso alla massima serie per l'anno 2024-25 arrivando seconda ai playoff per la promozione. 

## Palasport
Le gare casalinghe si disputano presso l’Handball Arena in via Martin Luther King, 5 a Leno;  durante l'estate e l'autunno 2019 la struttura ha subito una radicale opera di ristrutturazione, ora il palazzetto ha una capienza di 200 posti e il campo è omologato per il campionato di A1 maschile, con le misure standard di 40x20 metri.

## Rose

### Femminile
| N° | Naz.               | Ruolo | Sportivo              | Anno |  |  |
| -- | ------------------ | ----- | --------------------- | ---- |  |  |
| 1  | Italia (bandiera)  | P     | Martina Sitzia        | 2003 |  |  |
| 14 | Italia (bandiera)  | P     | Selene Franceschini   | 1995 |  |  |
| 21 | Italia (bandiera)  | P     | Giorgia Convalle      | 2001 |  |  |
| 3  | Italia (bandiera)  | PV    | Sara Bellu            | 2002 |  |  |
| 8  | Italia (bandiera)  | A     | Mara Lavagnini        | 2003 |  |  |
| 9  | Italia (bandiera)  | A     | Beatrice Pugliara     | 2000 |  |  |
| 10 | Italia (bandiera)  | A     | Rebecca Farisè        | 2004 |  |  |
| 11 | Italia (bandiera)  | PV    | Elisa Toninelli       | 2001 |  |  |
| 13 | Italia (bandiera)  | T     | Michela Notarianni    | 2002 |  |  |
| 17 | Italia (bandiera)  | T     | Giuseppina D'Ambrosio | 2001 |  |  |
| 19 | Italia (bandiera)  | A     | Olga Lanfredi         | 2001 |  |  |
| 22 | Italia (bandiera)  | A     | Francesca Turina      | 1992 |  |  |
| 23 | Italia (bandiera)  | T     | Maria De Angelis      | 2001 |  |  |
| 24 | Italia (bandiera)  | T     | Lara Anelli           | 2001 |  |  |
| 25 | Italia (bandiera)  | A     | Giulia Lavagnini      | 2004 |  |  |
| 26 | Italia (bandiera)  | A     | Eleonora Costa        | 1995 |  |  |
| 43 | Italia (bandiera)  | PV    | Sara Andreani         | 2003 |  |  |
| 77 | Ucraina (bandiera) | T     | Valeriia Kyryllova    | 1993 |  |  |
| 96 | Romania (bandiera) | T     | Ligia Loredana Puţ    | 1996 |  |  |

- Allenatore:  Giovanni Bravi
- Vice allenatore:  Federico Reghenzi
- Team Manager:  Michael Boninsegna